# Emblyna kaszabi
Emblyna kaszabi là một loài nhện trong họ Dictynidae.
Loài này thuộc chi Emblyna. Emblyna kaszabi được Yuri M. Marusik & Koponen miêu tả năm 1998.